# Ca l'Obdúlia
Ca l'Obdúlia és una casa eclèctica de Montmeló (Vallès Oriental) protegida com a Bé Cultural d'Interès Local.

## Descripció
Edifici aïllat que consta de semi-soterrani, planta baixa i planta pis. La coberta és a dues vessants amb carener perpendicular a la façana principal. Al damunt del carener hi ha una cresteria de ceràmica vidriada negre. Les façanes principals i posterior estan arrebossades i pintades. Les façanes laterals estan recobertes d'aïllant.
Totes les obertures són de proporcions verticals.
La façana principal és de composició simètrica i està emmarcada per dues pilastres que sostenen una petita motllura. En el coronament de les façanes hi ha una cornisa que té al damunt una balustrada. Ambdues estan sostingudes per vuit mènsules esculturades. Al damunt de cada buit, sota la cornisa, hi ha tres vuits de ventilació. La porta principal està emmarcada per dues grans finestres amb reixa de ferro. A la façana posterior que dona al jardí hi ha una galeria coberta de tres obertures a cada planta.